# Mabélé II
Mabélé II est un village camerounais de la région de l'Est. Il se situe dans le département de Lom-et-Djérem et dépend de la commune de Bétaré-Oya et du canton de Yayoué. Il ne faut pas le confondre avec son homonyme Mabélé I qui se trouve aussi dans le canton de Yayoué. 

## Population
D'après le recensement de 2005, il y avait 654 habitants à Mabélé II. En 2011 il y en avait 525 dont 125 jeunes de moins de 16 ans et 92 enfants de moins de 5 ans. 

## Infrastructures
Mabélé II possède l'un des six marchés de plein air de la commune de Bétaré-Oya.
D'après le plan communal de développement, il était en projet en 2011 de construire à Mabélé II, un forage et un puits d'eau, ainsi que d'électrifier le village. Ce plan prévoit aussi l'ajout de deux salles de classe.